# Aldebrő
Aldebrő (vyslovováno [aldebré]) je vesnice v Maďarsku v župě Heves, spadající pod okres Füzesabony. Nachází se asi 4 km jižně od Verpelétu. V roce 2015 zde žilo 718 obyvatel, z nichž jsou 70 % Maďaři a 30 % Němci.
Sousedními vesnicemi jsou Feldebrő a Tófalu.